# Federalismo asimétrico
El federalismo asimétrico es un modo de organización del Estado federal en el que a alguno o a algunos de los Estados federados se le reconocen (de iure o de facto) unas competencias, formas de financiación y prerrogativas diferentes a las del resto de los componentes de la Unión. Uno de los ejemplos más representativos es el de Canadá, donde Quebec ostenta una situación singular como resultado del reconocimiento de su personalidad «nacional» («francófona», frente al resto de Estados federados «anglófonos»). Otro ejemplo sería el de Bélgica.
Algunos autores sostienen que el federalismo asimétrico es especialmente adecuado para el caso de aquellos Estados federales en cuyo seno existan nacionalidades diferenciadas. Así, «se reservaría para las nacionalidades un conjunto de competencias como las que afectan a cuestiones lingüísticas, culturales, de comunicación, de presencia exterior, de financiación, etc.».

## Quebec y Canadá

Mapa de la organización territorial de Canadá.

Tras la celebración de dos referéndums sobre la soberanía de Quebec (en 1980 y en 1995), el Gobierno de Canadá presentó una consulta al Tribunal Supremo sobre la legalidad de la posible secesión unilateral de Quebec. En su extensa sentencia de agosto de 1998 el Tribunal negó la legalidad de la separación unilateral, pero reconoció al mismo tiempo que «una mayoría clara en Quebec a favor de la secesión a partir de una pregunta clara otorgaría legitimidad democrática a la iniciativa secesionista que todos los demás participantes de la Confederación tendrían que reconocer», estableciendo a continuación la necesidad de una negociación entre las partes sobre la forma de abordar el proceso ya que «aunque bajo la Constitución no hay derecho a alcanzar la secesión unilateralmente, o sea una secesión sin el principio de la negociación, esto no supone desechar la posibilidad de una declaración inconstitucional de secesión que conduzca a una secesión de facto. El éxito último de esta secesión dependerá del control efectivo de un territorio y del reconocimiento de la comunidad internacional». En 2000 el parlamento de Canadá aprobó una Ley de Claridad en la que se establecían las condiciones de la negociación de una eventual independencia tras un referéndum y ese mismo año el parlamento de Quebec aprobaba una ley que reconocía su derecho a decidir sobre la separación o no de Canadá. En 2006 la Cámara de los Comunes de Canadá acordaba una moción que sostenía que «los quebequeses forman una nación en el seno de un Canadá unido».

## Bélgica y Bruselas
La transformación de Bélgica de un estado unitario a uno federal es un fenómeno bastante reciente desde un punto de vista jurídico. Se inició en los años setenta y ha continuado en oleadas sucesivas en 1980, 1988-1989, 1993 y 2001. El federalismo belga también se caracteriza por la asimetría, que genera y permite diferencias en la organización y las facultades de las entidades políticas federadas. Como ejemplo, la categoría de la región de Bruselas Capital no es la misma que la de las otras dos regiones; en ciertos asuntos, sigue estando bajo el control del estado federal. Otro ejemplo, al amparo del artículo 137 de la Constitución, los concejos de las comunidades francesa y flamenca pueden asumir las facultades de las regiones valona y flamenca, respectivamente. Esta "fusión" se ha llevado a cabo en Flandes, pero no en el sur.